# گروه واگنر
گروه واگنر (روسی: Группа Вагнера) یا ارتش خصوصی واگنر یک گروه شبه نظامی یا شرکت نظامی خصوصی با وابستگی غیر مستقیم به ارتش روسیه است که با استخدام داوطلب در جنگ‌های نیابتی مشارکت می‌کند. مشارکت در جنگ داخلی سوریه، جنگ در دونباس و حمله روسیه به اوکراین از جمله فعالیت‌های این گروه است.
یوگنی پریگوژین مدیر و یکی از سهام‌داران اصلی شرکت امنیتی واگنر و از نزدیکان ولادیمیر پوتین، رئیس‌جمهور روسیه، است. او همچنین متهم است که با ارتش کوکلس کلان نیز همکاری کرده‌است.
این گروه از ژوئن ۲۰۱۷ در لیست تحریم ایالات متحده آمریکا قرار دارد. اتحادیه اروپا نیز با انتشار بیانیه‌ای در روز دوشنبه ۲۲ آذر۱۴۰۰، گروه واگنر همراه با پنج فرد و سه نهاد مرتبط با آن را تحریم کرد.
در پی اختلافات اخیر رهبر گروه با مقامات نظامی روسیه، پس از آن که کرملین، یوگنی پریگوژین، رئیس گروه مزدوران نظامی واگنر را به شورش مسلحانه متهم و دستور دستگیری‌اش را صادر کرد، رئیس گروه واگنر در واکنش گفت: «نیروهای این گروه شبه نظامی از خاک اوکراین وارد روسیه شده‌اند.» که این خبر گمانه‌زنی‌ها دربارهٔ احتمال کودتای نظامی در روسیه را قوت بخشید.وزارت دفاع روسیه با صدور بیانیه‌ای گزارش‌های منتشر شده در شبکه‌های اجتماعی دربارهٔ ادعای حمله از خطوط پشتی ارتش روسیه علیه گروه واگنر را بی‌اساس، جعلی و صرفاً اقدامات فتنه‌انگیز رسانه‌ای خواند. بیانیه جدیدی منتسب به گروه واگنر در فضای مجازی در حال دست به دست شدن است که او ظاهراً از مردم روسیه خواسته به خیابان‌ها بیایند. همچنین ادعا شده یوگنی پریگوژین گفته است که شویگو در میدان سرخ به دار آویخته و در کنار لنین دفن خواهد شد. رسانه‌های نزدیک به دولت در روسیه تأیید کرده‌اند که پس از تهدیدهای فرمانده گروه واگنر شهر مسکو در وضعیت آماده‌باش قرار گرفته و تدابیر امنیتی پیرامون اماکن مهم در این شهر افزایش یافته‌است. هک تلویزیون روسی شبکه تلویزیونی روسی Dom Kino هک و در آن پیام درخواست کمک فرمانده واگنر از مردم پخش شد. ولادیمیر پوتین رئیس‌جمهور روسیه در جریان یک سخنرانی داخلی تصریح کرد: «آنچه امروز با آن روبرو هستیم خیانت داخلی است. آن‌ها از پشت به ما خنجر زدند و این مستحق مجازات است».
مدتی بعد از شورش گروه واگنر، کانال تلگرامی گروه واگنر اعلام کرد جت حامل یوگنی پریگوژین، بنیان‌گذار و فرمانده سابق واگنر، در تاریخ ۲۳ اوت ۲۰۲۳، هدف شلیک پدافند هوایی روسیه قرار گرفت و او به‌همراه ۹ سرنشین دیگر جت، کشته شدند.

## فعالیت‌ها
گروه واگنر در درگیری‌های زیر مشارکت داشته‌است:
- کمک به جدایی‌طلبان شرق اوکراین
- مشارکت در جنگ چچن
- جنگ‌های داخلی سوریه[۳۷]
- جنگ داخلی اول لیبی[۳۸]
- جنگ داخلی سودان
- جنگ داخلی آفریقای مرکزی[۲۱][۳۹]
- جنگ داخلی دوم لیبی
- انقلاب سودان
- بحران ریاست‌جمهوری ونزوئلا ۲۰۱۹
- شورش در کابو دلگادو
- قتل‌عام روستاییان در آفریقای مرکزی
- حمله ۲۰۲۲ روسیه به اوکراین
- شورش در روسیه

## بحران روسیه ۲۰۲۳ (شورش در روسیه)
در ژوئن ۲۰۲۳ پریگوژین مدعی شد که وزیر دفاع روسیه «سرگئی شویگو» به گروه شبه نظامی واگنر خیانت کرده و پایگاه‌های این گروه شبه نظامی مزودر را در اکراین بمباران کرده‌است و موجب مرگ هزاران نفر از نیروهای این گروه شده‌است؛ در پی این ادعا او اعلام کرده که نیروهای خود را از اکراین خارج کرده و به سمت مسکو حرکت داده‌است تا سرگئی شویگو را در میدان سرخ مسکو به دار آویخته و در کنار لنین دفن کند.

## اتهامات نقض حقوق‌بشر و جنایات جنگی
دولت‌ها و نهادهای غربی، بارها این گروه را به ارتکاب جنایات جنگی و نقض حقوق بشر متهم کرده‌اند. جان کربی، سخنگوی شورای امنیت ملی آمریکا نیز گفته‌است «این گروه، مرتکب جنایات و نقض حقوق بشر در اوکراین و جاهای دیگر می‌شود». به گفته او آمریکا این گروه را به عنوان یک گروه فراملی جرایم سازمان یافته تلقی می‌کند و قرار است آمریکا یک شبکه حمایتی بین قاره‌ای را هدف قرار می‌دهد که از کره شمالی تا جمهوری آفریقای مرکزی، لیبی و مالی امتداد دارد.
مسئولان این گروه و نهادهای وابسته به دولت روسیه، این اتهامات را رد می‌کنند.